# Rafael Obermaier

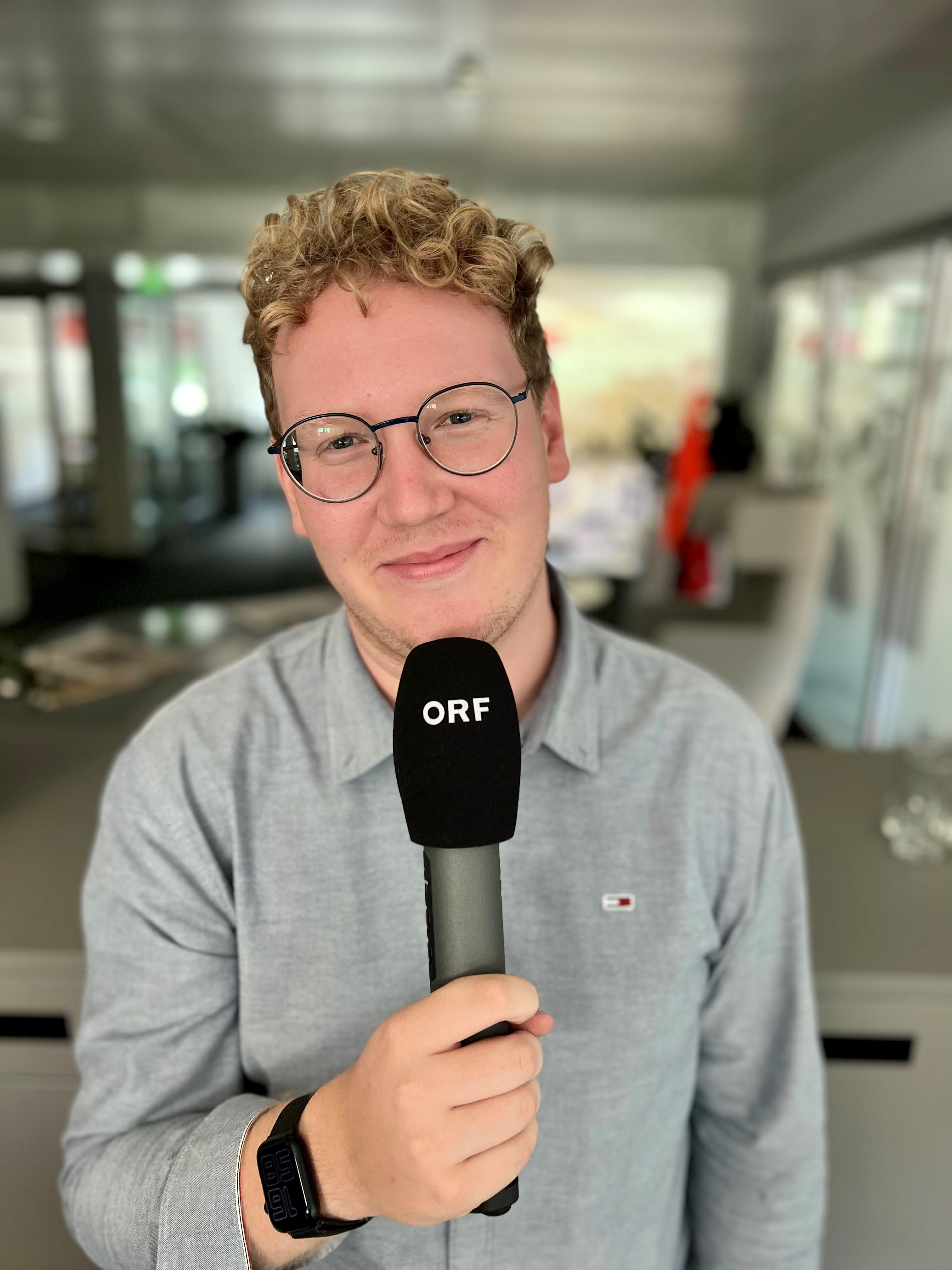
Rafael Obermaier, 2022

Rafael Obermaier (* 26. März 2002 in Zell am See, Land Salzburg, Österreich) ist ein österreichischer Radio- und Fernsehmoderator sowie -programmgestalter.

## Herkunft und Ausbildung
Rafael Obermaier wuchs in Uttendorf im Pinzgau auf und besuchte dort von 2008 bis 2012 die Volksschule und anschließend bis 2020 das Bundesgymnasium und Bundesrealgymnasium Zell am See, an dem er im Juni 2020 seine Reifeprüfung ablegte.

## Beruflicher Werdegang
Bereits im Alter von 13 Jahren entdeckte Rafael Obermaier seine Leidenschaft für das Radio: Er startete ein eigenes Internetradio und moderierte bereits in seiner Jugend seine eigenen Radiosendungen, später auch bei der Radiofabrik Salzburg.
Seit Oktober 2020 arbeitet Rafael Obermaier beim ORF-Landesstudio Salzburg. Zunächst absolvierte er ein viermonatiges Praktikum, direkt anschließend wurde er angestellt. Seither ist er als Redakteur, Reporter und vor allem als Moderator tätig. Bereits mit 18 Jahren moderierte er zum ersten Mal auf ORF Radio Salzburg.
Seit 2022 weckt Rafael Obermaier, neben Hauptmoderator Wolfgang Zanon, das ganze Bundesland mit der Sendung "Guten Morgen Salzburg". Aber auch zu anderen Tageszeiten wie "Ihr Vormittag", "Ihr Nachmittag", "Ihr Samstag" und "Ihr Sonntag" ist seine Stimme in ORF Radio Salzburg zu hören.
2023 und 2024 moderierte Obermaier auch abwechselnd das Salzburg Wetter, direkt nach Salzburg heute in ORF 2.
Seit 2024 ist Rafael Obermaier regelmäßig Hier bei der Arbeit in einer Salzburger Firma, dort arbeitet er mit und moderiert vier Stunden lang live Obermaiers Nachmittag.

## Auszeichnungen
2023: "Die besten 30 unter 30" Österreichs Journalist:in, Kategorie "rookies - under 25".